# Mauricio Litvak
Mauricio Litvak Recepter (Rengo, 7 de diciembre de 1900-Santiago, 23 de abril de 1971) fue un abogado y político chileno, regidor y alcalde de Providencia entre 1960 y 1971.

## Estudios y carrera profesional
Realizó sus estudios en los Liceos de Rengo y de Tacna, y posteriormente estudió Leyes en la Universidad de Chile, recibiendo el título de abogado en 1923. Ese mismo año ingresó a desempeñar su primer cargo como Juez de Policía Local en Antofagasta y fue designado Síndico de Quiebras de la misma ciudad.
Posteriormente desempeñó cargos de mayor importancia, como Síndico de Quiebras de Concepción, Valparaíso, Santiago, terminando su carrera como Fiscal de la Sindicatura General de Quiebras y acogiéndose a jubilación en 1957.

## Carrera política
En las elecciones municipales de 1960 se postuló como candidato a regidor por la comuna de Providencia, resultando elegido. En 1962 fue elegido alcalde en reemplazo de Daniel Risopatrón, y en 1963 fue reelegido como regidor, compartiendo la alcaldía en diversos momentos con la liberal Josefina Edwards de Hurtado y el conservador Emeterio Larraín Bunster. Finalmente, en 1967 fue reelegido una vez más, siendo alcalde durante todo el período edilicio.
Durante sus períodos como alcalde se realizaron numerosas obras de infraestructura en la comuna, como por ejemplo:
- La creación de diversas áreas verdes, tales como el Parque Inés de Suárez, Parque Tobalaba, Parque Uruguay, Parque Augusto Errázuriz, Plaza Atria, Plaza González Vera y la Plaza de Juegos Infantiles del Parque Balmaceda.
- Apertura y ensanche de diversas calles y avenidas, convirtiéndolas en arterias viales, como por ejemplo la Avenida Ricardo Lyon, Avenida Francisco Bilbao, Avenida Manuel Montt, Avenida Vitacura, Carlos Antúnez, Pocuro y Lota.
- Iluminación completa de la comuna.
- Mediante subvenciones se entregó ayuda a instituciones deportivas, hospitalarias, de beneficencia y educacionales.
- Creación del Liceo de Niñas N.º 13
- Cooperación para la construcción de la Facultad de Medicina de la Zona Oriente, perteneciente a la Universidad de Chile.
- Fundación de la Biblioteca Municipal, la cual lleva su nombre.
- Construcción del edificio de la Tesorería Comunal.
- Construcción de la sede de la Unión de Obreros.[1]

En 1969 fue uno de los miembros fundadores del partido Democracia Radical, escisión centroderechista del Partido Radical que criticaba el apoyo a Salvador Allende, candidato presidencial de la Unidad Popular en la elección de 1970.
Falleció el 23 de abril de 1971, un mes antes del término de su mandato como alcalde. Le sucedió la regidora Zoy Orphanopoulos Moraga.